# La casa de las muchachas
La casa de las muchachas és una pel·lícula de comèdia mexicana de 1969 dirigida per Fernando Cortés i protagonitzada per Amparo Rivelles, Enrique Rambal, Maura Monti, Gilda Mirós i Malú Reyes.

## Argument
Un mexicà, guanyador del Premi Nobel, torna al poble on va néixer. Les autoritats locals, com a tribut, decideixen col·locar una placa a la casa del seu naixement, només per a adonar-se que aquest lloc ara és el prostíbul de la localitat. En conseqüència, tracten de córrer a la madame i aquesta es nega, però en arribar l'homenatjat, ella i les seves pupil·les tracten de passar com una vídua amb les seves filles decents. A partir d'allí, l'home involuntàriament transforma el prostíbul en una casa decent.

## Repartiment
- Amparo Rivelles com Doña Marta.
- Enrique Rambal com Marcelo Ledón.
- Maura Monti com Ana Luisa «La Marquesa».
- Gilda Mirós com Amalia «La Profe».
- Malú Reyes
- Héctor Lechuga com Comidsari.
- Óscar Ortiz de Pinedo com Ahumado Cienfuegos, cap de bombers.
- Óscar Pulido com Abundio Oropeza, alcalde.
- Carolina Cortázar
- Alfredo Varela com Ramirito.
- Antonio Raxel com Fernández
- Arturo Cobo
- Gloria Jordán
- Florencio Castelló
- Mario Herrera
- Ada Carrasco
- Clara Osollo
- Reyna Dunn
- Rogelio Moreno
- Julián de Meriche